# Princess of Power
Princess of Power è il sesto album in studio della cantautrice gallese Marina, pubblicato il 6 giugno 2025.

## Antefatti
Il 22 maggio 2022 Marina, a conclusione di una data del tour promozionale dell'album Ancient Dreams in a Modern Land, ha annunciato di non avere rinnovato il contratto con Atlantic Records, con cui aveva collaborato fino a quel momento, divenendo così, per la prima volta dall'inizio della sua carriera, indipendente. A seguito di tale annuncio, a novembre dello stesso anno, aveva poi postato su Twitter la foto di un documento su cui era riportato il nome della nuova etichetta discografica da lei fondata: Queenie Records.
A luglio del 2023, tramite un post sui social, la cantante aveva annunciato di aver recentemente ricevuto la diagnosi di encefalomielite mialgica, dopo sette anni di stanchezza cronica e altri sintomi che l'avevano progressivamente debilitata e che quindi, a seguito di questa diagnosi, stava impiegando tutte le sue risorse per riuscire a stare finalmente meglio e recuperare, con la salute, anche la sua energia creativa.
Come dichiarato in numerose interviste rilasciate in seguito all'uscita dell'album, la diagnosi e il successivo percorso di guarigione hanno fortemente influenzato la stesura dell'album e le sue tematiche principali.

## Promozione
Il 10 aprile 2025, Marina, in concomitanza con l'uscita del singolo Cuntissimo, ha pubblicato sui social la copertina dell'album, annunciando che sarebbe uscito il 6 giugno dello stesso anno. L'annuncio era stato preceduto dall'uscita di altri due singoli, Butterfly e Cupid's Girl.
L'album è stato pubblicato, oltre che in download digitale e in streaming, anche in edizione fisica su CD e su un set di vinili collezionabili in quattro colori: rosa, viola, blu e giallo.
A pochi giorni dall'uscita dell'album, la cantante ha pubblicato uno snippet di un'altra canzone contenuta nell'album, I <3 you, annunciando che sarebbe stato il quarto singolo e sarebbe uscito in concomitanza con l'album stesso.

## Tracce
Testi e musiche di Marina Diamandis e Christopher J. Baran, eccetto dove indicato.
1. Princess of Power – 4:09
2. Butterfly – 4:25 (Marina Diamandis)
3. Cuntissimo – 4:00 (Marina Diamandis)
4. Rollercoaster – 3:03 (Marina Diamandis)
5. Cupid's Girl – 3:27
6. Metallic Stallion – 4:14
7. Je ne sais quoi – 3:33
8. Digital Fantasy – 3:19
9. Everybody knows I'm sad – 4:06 (Marina Diamandis)
10. Hello Kitty – 3:30
11. I <3 you – 3:35
12. Adult Girl – 3:04
13. Final Boss – 3:10

C.J. Baran ha inoltre prodotto l'album, e Marina ha dichiarato, tramite un post su Instagram e un'intervista al podcast Zach Sang Show, di non essersi mai divertita così tanto in studio e di aver trovato con Baran una grandissima affinità, tanto da definirlo "come un fratello".

## Temi e influenze
Come dichiarato da Marina in numerose interviste, alla base della creazione di questo album c'era il desiderio di trasmettere felicità e manifestarla per sé stessa, in particolare in seguito alla diagnosi di encefalomielite mialgica, che aveva portato la cantante a rivalutare molte situazioni e relazioni che avevano influito negativamente sulla sua salute fisica e mentale.
Un'altra tematica chiave è la necessità di imparare nuovamente ad amare ed essere amata e rivedere il concetto stesso di amore, che non deve essere una debolezza ma un superpotere, come dichiarato nella traccia di apertura, Princess of Power; c'è poi la celebrazione delle donne che non hanno paura di invecchiare, tema espresso in Cuntissimo e su cui la cantante, avvicinandosi al suo quarantesimo compleanno, ha dichiarato di essersi cominciata a interrogare, e la liberazione sessuale, espressa in canzoni come Rollercoaster e Hello Kitty. Marina ha infatti dichiarato di essere stata cresciuta in un contesto piuttosto repressivo da questo punto di vista, soprattutto per quanto riguarda la parte greca della sua famiglia.

## Classifiche
| Classifica (2025) | Posizione massima |
| ----------------- | ----------------- |
| Austria           | 15                |
| Belgio (Fiandre)  | 37                |
| Belgio (Vallonia) | 34                |
| Finlandia         | 41                |
| Francia           | 112               |
| Germania          | 14                |
| Irlanda           | 30                |
| Nuova Zelanda     | 28                |
| Paesi Bassi       | 13                |
| Regno Unito       | 7                 |
| Spagna            | 65                |
| Svizzera          | 14                |